# 미나미톤다촌
미나미톤다촌(南富田村)은 와카야마현 니시무로군에 있던 촌이다. 현재의 시라하마정에 해당한다.

## 역사
- 1889년 4월 1일 - 정촌제 시행에 의해 2개의 구역을 가지고 니시무로군 미나미톤다촌이 성립하였다.
- 1937년 12월 20일 -  미나미톤다 초등학교 화재로 소실되어 어린이를 포함한 81명이 사망하였다
- 1955년 3월 15일 - 시라하마정에 편입되었다.

## 교통

### 철도
- 일본국유철도
  - 기세이 본선

## 참고문헌
- 角川日本地名大辞典 30 和歌山県